# Bettina Schleicher
Bettina Schleicher (* 1959) ist eine deutsche Rechtsanwältin. Sie arbeitete als Präsidentin des Netzwerks Business and Professional Women (BPW) an der Einführung des Equal Pay Days in Deutschland und erhielt 2009 dafür das Bundesverdienstkreuz am Bande. Sie engagiert sich für die Anliegen berufstätiger Frauen. Sie thematisierte, dass Frauen trotz besserer Ausbildung im Durchschnitt um 22 % schlechter bezahlt würden. Bei dem ersten Equal Pay Day in Deutschland führte sie rote Taschen als Symbol für die roten Zahlen zum Jahresende ein. Als stellvertretende Vorsitzende des Deutschen Frauenrats festigte sie den Equal Pay Day in Deutschland. Weitere Initiativen würdigten ihre Leistung.

## Werdegang
Ihr Studium der Rechts- und Wirtschaftswissenschaften absolvierte Schleicher in Bayreuth und Berlin. Bei der deutschen Bundesbank machte sie ihr Referendariat. 1995 erhielt sie die Zulassung zur Anwaltschaft und Tätigkeit als Anwältin in Düsseldorf. Ihre Dissertation verfasste sie 1996 an der Universität Bayreuth zum Thema Die Mindestreserve - ein obsoletes Instrument einer modernen Notenbank?.

## Wirken
In 2000 gründete sie zusammen mit Mathias Jung die Jung & Schleicher Rechtsanwälte Partnergesellschaft. Sie wurde 2004 für den Aufsichtsrat der Berliner Landesbank vorgeschlagen. 2008 leitete sie das Mentoringprogramm beim BPW.